# جنگ ۱۸۱۲
جنگ ۱۸۱۲ بین ایالات متحده آمریکا و امپراتوری بریتانیا روی داد. محدودیت‌های تجاری، زندانی شدن ملوانان آمریکایی توسط نیروی دریایی بریتانیا و ادامه مسائل بعد از استقلال و همچنین امکان الحاق کانادا به ایالات متحده، آمریکایی‌ها را به اعلان جنگ علیه بریتانیا ترغیب کرد. در بحبوحه این جنگ بریتانیایی‌ها درگیر جنگ با ناپلئون و فرانسه در اروپا بودند.
در جریان این جنگ واشینگتن، دی.سی. به اشغال نیروهای بریتانیا درآمد و قسمت‌هایی از این شهر و از جمله کاخ سفید به آتش کشیده شد. سرخپوستان آمریکا نیز به یاری انگلستان ضد آمریکا جنگیدند. این جنگ با شکست انگلستان و سرخپوستان از آمریکا به پایان رسید.
جنگ در سه صحنه مختلف انجام شد. اول در دریا کشتی‌های نیروی دریایی و دزدان دریایی از هر دو طرف به یکدیگر حمله کردند و بریتانیایی‌ها ساحل آمریکا در اقیانوس اطلس مسدود کرده بودند. دوم بیشتر نبردها در جبهه کانادا-امریکا و اطراف دریاچه بزرگ و رود سنت لورنس و شمال انتهایی دریاچه چامپلین رخ داد؛ و سومین در جنوب آمریکا و ساحل خلیج مکزیک که نبردهای اصلی زمینی مانند نبرد نیواورلئان که به شکست بریتانیایی‌ها و متحدین سرخپوست آنان انجامید. هر دو طرف به قلمرو دیگری یورش بردند اما یا نا موفق بودند یا موفقیت‌های موقتی کسب می‌کردند که به وسیله پیمان گنت تمام قلمروهای اشغال شده به مالک قبل از جنگ آن برگردانده شد.

به این خاطر که قسمت اصلی نیرویی زمینی و دریایی بریتانیا درگیر جنگ‌های ناپلئونی بودند بریتانیا در ابتدا سیاست دفاعی در جنگ داشت که باعث تهاجم چندین باره آمریکا به کانادای شمالی و جنوبی شد. به هر حال ایالات متحده آمریکا در ۱۸۱۳ کنترل دریاچه ایره را بدست گرفت و بخش‌های زیادی از انتاریو غربی را اشغال کرد و به دورنمای یک کنفدراسیون سرخپوستی که قرار بود دولتی سرخپوستی و تحت‌الحمایه بریتانیا باشد پایان داد.

در ۱۸۱۴ بریتانیا در تهاجمی میین را اشغال کرد و آن را تا پایان جنگ در اختیار گرفت. در جنوب غربی ژنرال اندرو جکسون آمریکایی قدرت کریک را در هم شکست. با شکست ناپلئون در ۶ آوریل ۱۸۱۴ بریتانیا سیاست مهاجمانه قوی تری را در پیش گرفت و نیروی تهاجمی بزرگی ارسال شد. با پیروزی در نبرد بلادن بورگ در اگوست ۱۸۱۴ بریتانیایی‌ها توانستند واشینگتن را تسخیر کرده و به آتش بکشند. پیروزی امریکایی‌ها در سپتامبر ۱۸۱۴ و ژانویه ۱۸۱۵ به آن‌ها این اجازه را داد تا هر سه یورش بریتانیا به نیویورک بالتیمور و نیو اورلئان را پس بزنند.

در ایالات متحده آمریکا نبرد نیواورلئان ۱۸۱۵ و نبرد بالتیمور الهام بخش برخی از ابیات سرود ملی این کشور بوده‌است.

در کانادا مراسمی در بزرگداشت خاطره این جنگ به‌خصوص نبرد کوین استون انجام می‌شود. از دید بسیاری از کانادایی‌ها این جنگ تلاشی به وسیلهٔ ایالات متحده آمریکا برای الحاق کانادا بود همچنین این مراسم جشنی برای دویست سال صلح بین آمریکا و کاناداست.

در بریتانیا از این جنگ بسیار کم یاد می‌شود و بیشتر به عنوان جنگی جانبی بخاطر کشورگشایی‌های ناپلئون در نظر گرفته می‌شود که باعث دوره‌ای جدید از صلح و تجارت بین بریتانیا و آمریکا شد.